# YouTubeシアター
YouTubeシアター（ユーチューブシアター、英語: YouTube Theater）は、アメリカ合衆国カリフォルニア州イングルウッドにある6,000席の音楽および演劇の会場で、ナショナル・フットボール・リーグ（NFL）のロサンゼルス・ラムズおよびロサンゼルス・チャージャーズの本拠地であるSoFiスタジアムと同じ建造物内に位置している。この劇場は、かつてのハリウッドパーク競馬場の跡地に開発された総合計画区域「ハリウッドパーク・エンターテインメント複合施設」の一部である。

## 歴史
6,000席のパフォーマンス会場の計画は、2015年に当時のセントルイス・ラムズのオーナーであるスタン・クロエンケが、NFLスタジアムとエンターテインメント複合施設をかつてのハリウッドパーク競馬場跡地に建設する計画を発表した時までさかのぼる。スタジアムと劇場の建設はその翌年、2016年11月に着工された。
2021年6月28日、Googleの動画共有プラットフォームであるYouTubeが、その劇場の命名権を10年間取得したことが発表された。
2021年8月9日、会場は公式のテープカット式典とともにオープンした。2021年9月4日、メキシコのロックバンド、カイファネスがこの劇場で最初のイベントを開催した。2022年3月下旬には、eスポーツイベントとして初めて「ロケットリーグ・チャンピオンシップ・シリーズ（RLCS）ウィンター・メジャー」が開催され、RLCSにとっては2年ぶりのライブイベントとなった。
2025年4月6日、米津玄師のワールドツアー「KENSHI YONEZU 2025 WORLD TOUR / JUNK」において、初の北米ライブ会場の一つそしてツアーファイナルの場所となった。

## デザイン
YouTubeシアターは、テキサス州ダラスを拠点とする建築事務所HKS, Inc.によって設計された。延べ床面積約2万1,100平方メートルで3階建てのこの会場は、3,400人から6,000人の観客の収容が可能である。また、6つの高級ボックス席および140席のプレミアムシート（アリーナ席）の設置が可能な325平方メートルのクラブフロアーも併設されている。この劇場は親密な空間となるように設計されており、一番後ろの席でもステージからの距離はわずか50メートルとなっている。音響システムはL-Acousticsによって設計されている。